# Ивановка (Любашёвский район)
Ивановка (укр. Іванівка) — село, относится к Любашёвскому району Одесской области Украины.
Население по переписи 2001 года составляло 427 человек. Почтовый индекс — 66523. Телефонный код — 4864. Занимает площадь 1,799 км². Код КОАТУУ — 5123383703.

## Местный совет
66523, Одесская обл., Любашёвский р-н, с. Ивановка